# Mickaël Madar
Mickaël Madar (nacido el 8 de mayo de 1968 en París, Francia) es un exfutbolista francés. Jugaba de delantero y su primer club fue el FC Sochaux.

## Carrera
Comenzó su carrera en 1987 jugando para el FC Sochaux. Jugó para el club hasta 1989. En ese año se fue al Stade Laval. Se mantuvo hasta el año 1990. En ese año regresó al FC Sochaux, en donde estuvo hasta 1992. En ese año se marchó al AS Cannes, estando ligado hasta 1994. Ese año se pasó a las filas del AS Mónaco. Jugó hasta 1996. En ese año se fue a España para integrar el plantel de Deportivo de La Coruña. Jugó para el equipo coruñés hasta 1997. En ese año se fue a Inglaterra para formar parte de las filas del Everton. Jugó para ese club inglés hasta 1999. En ese mismo año regresó a Francia para sumarse al Paris Saint-Germain. Se quedó hasta el 2001. En ese año se pasó al US Créteil. Se retiró en 2002.

## Selección nacional
Ha sido internacional con la selección de fútbol de Francia entre 1995 y 1996.

## Clubes
| Club                   | País       | Año       |
| ---------------------- | ---------- | --------- |
| FC Sochaux             | Francia    | 1987-1989 |
| Stade Laval            | Francia    | 1989-1990 |
| FC Sochaux             | Francia    | 1990-1992 |
| AS Cannes              | Francia    | 1992-1994 |
| AS Mónaco              | Francia    | 1994-1996 |
| Deportivo de La Coruña | España     | 1996-1997 |
| Everton                | Inglaterra | 1997-1999 |
| París Saint-Germain    | Francia    | 1999-2001 |
| US Créteil             | Francia    | 2001-2002 |